# Lågland
För andra betydelser, se Lågland (olika betydelser).

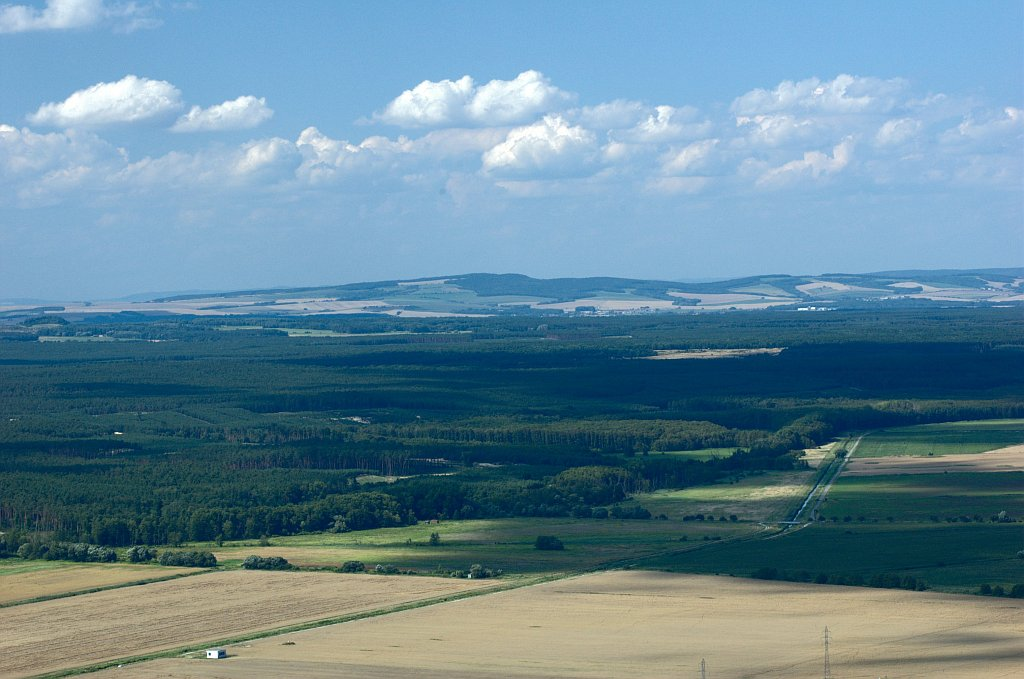
Lågland i Záhorie, Slovakien.

Lågland är inom fysisk geografi ett sammanhängande landområde som är beläget på en relativt låg höjd över havet, vanligen inte högre än 200 meter.